# Шрусбері (Західна Вірджинія)
Шрусбері (англ. Shrewsbury) — переписна місцевість (CDP) в США, в окрузі Кенова штату Західна Вірджинія. Населення — 517 осіб (2020).

## Географія
Шрусбері розташоване за координатами 38°12′32″ пн. ш. 81°27′57″ зх. д. / 38.20889° пн. ш. 81.46583° зх. д. (38.208884, -81.465726).  За даними Бюро перепису населення США в 2010 році переписна місцевість мала площу 1,13 км², з яких 0,91 км² — суходіл та 0,22 км² — водойми. В 2017 році площа становила 1,02 км², з яких 0,75 км² — суходіл та 0,27 км² — водойми.

## Демографія
Згідно з переписом 2010 року, у переписній місцевості мешкали 652 особи в 277 домогосподарствах у складі 187 родин. Густота населення становила 578 осіб/км².  Було 309 помешкань (274/км²).
Расовий склад населення:
| - 99,5 % — білих - 0,2 % — азіатів |

До двох чи більше рас належало 0,2 %. Частка іспаномовних становила 0,8 % від усіх жителів.
За віковим діапазоном населення розподілялося таким чином: 19,3 % — особи молодші 18 років, 64,3 % — особи у віці 18—64 років, 16,4 % — особи у віці 65 років та старші. Медіана віку мешканця становила 44,6 року. На 100 осіб жіночої статі у переписній місцевості припадало 89,0 чоловіків;  на 100 жінок у віці від 18 років та старших — 96,3 чоловіків також старших 18 років.
Середній дохід на одне домашнє господарство  становив 58 664 долари США (медіана — 62 292), а середній дохід на одну сім'ю — 64 563 долари (медіана — 74 000). За межею бідності перебувало 4,9 % осіб, у тому числі 0,0 % дітей у віці до 18 років та 0,0 % осіб у віці 65 років та старших.
Цивільне працевлаштоване населення становило 268 осіб. Основні галузі зайнятості: роздрібна торгівля — 23,1 %, освіта, охорона здоров'я та соціальна допомога — 16,8 %, науковці, спеціалісти, менеджери — 16,0 %.